# Escaladei

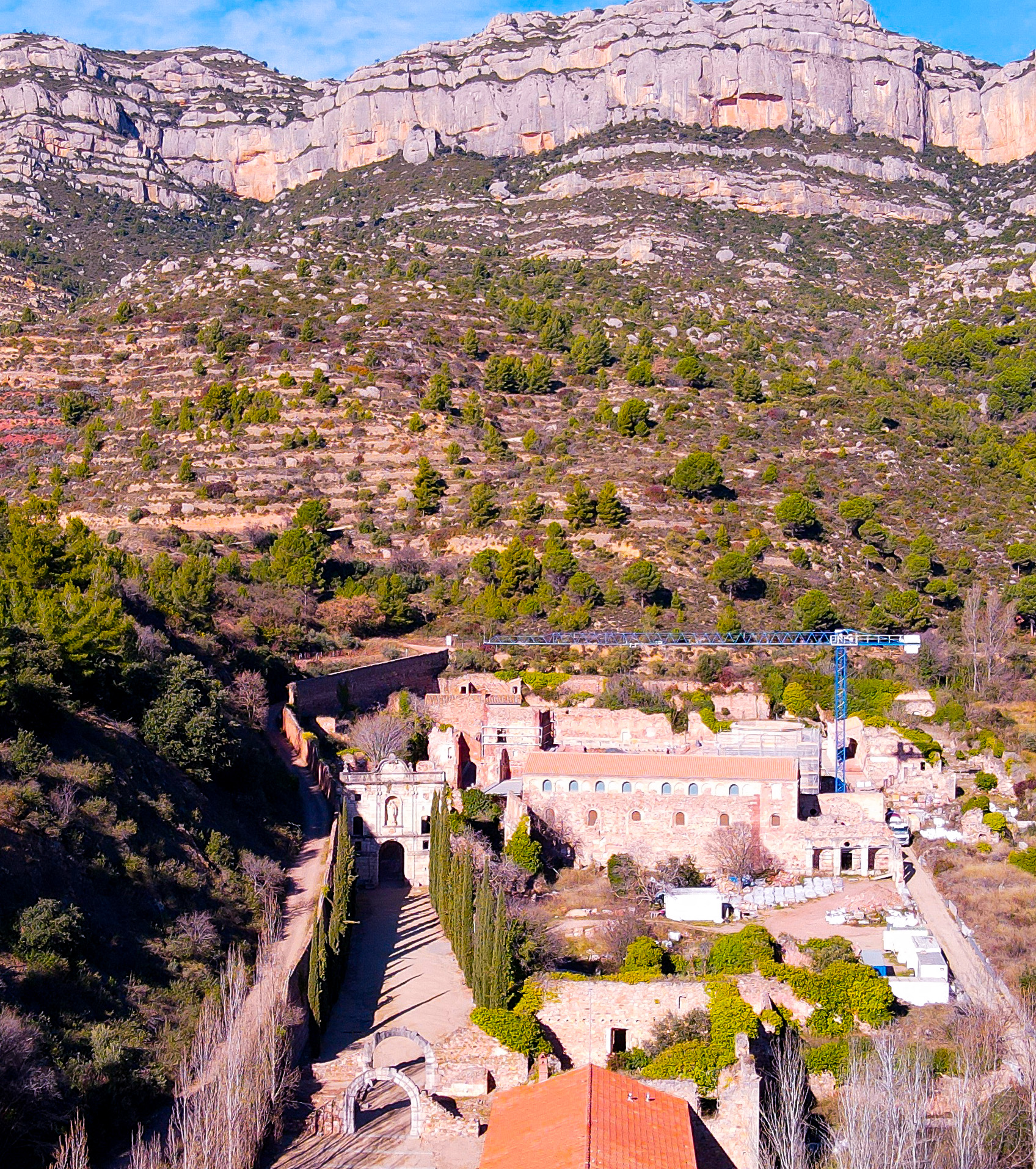
Cartuja de Escaladei, siglo XII

Escaladei es una localidad de 52,7 km² de la provincia de Tarragona de España. Está situada a 743 m de altitud. En el 2006, contaba con 42 habitantes. Pertenece al municipio de La Morera de Montsant.

## Situación
Está situado en el noroeste de la comarca, debajo del risco de la Serra Major de Montsant, dentro del término municipal de la Morera de Montsant. Es un núcleo agregado a este pueblo.

## Cómo llegar
Se puede llegar desde Reus por la C-242, desde allí se toma el desvío hacia Poboleda por la T-702, que nos llevará a Escaladei. También se puede llegar desde Cornudella por la TV-7021 hasta la Morera de Montsant y de allí hasta Escaladei.

## Instalaciones
Cuenta con dos bodegas, un hostal-restaurante, dos restaurantes, una vinateria y una tienda especializada en la venta de aceites de oliva y otros productos agroalimentarios.

## Patrimonio
Originariamente fue la conrería del monasterio cartujo que se estableció cerca de allí. Fue la sede de los negocios de la casa, donde el hermano cultivador dirigía a los trabajadores, monjes o no, que se encargaban de las bodegas, rebaños y campos diversos.
Cabe destacar la Cartuja de Santa María de Escaladei, el monumento principal de la comarca, que actualmente pertenece al Museo de Historia de Cataluña. La Cartuja fue fundada el siglo XII por Alfonso II de Aragón, y fue la primera de la península ibérica. El prior y sus dominios fueron los que dieron nombre a lo que se llama El Priorato histórico y posteriormente a toda la comarca. Con sucesivas ampliaciones desde su fundación, fue finalmente abandonada en 1835 con motivo de la exclaustración y la desamortización de Mendizábal. Es muy recomendable la visita de una celda restaurada, la cual permite ver con claridad la forma de vida de esta comunidad.